# Lamprochernes
Lamprochernes es un género de arácnido  del orden Pseudoscorpionida de la familia Chernetidae.

## Especies
Las especies de este género son:
- Lamprochernes chyzeri (Tömösváry, 1882)
- Lamprochernes foxi (Chamberlin, 1952)
- Lamprochernes indicus Sivaraman, 1980
- Lamprochernes leptaleus (Navás, 1918)
- Lamprochernes minor Hoff, 1949
- Lamprochernes moreoticus (Beier, 1929)
- Lamprochernes muscivorus Redikorzev, 1949
- Lamprochernes nodosus (Schrank, 1803)
  - Lamprochernes nodosus afrikanus
  - Lamprochernes nodosus nodosus
- Lamprochernes procer (Simon, 1878)
- Lamprochernes savignyi (Simon, 1881)